# Il tenente di Inishmore
Il tenente di Inishmore (The Lieutenant of Inishmore) è un'opera teatrale del drammaturgo Martin McDonagh, portata al debutto dalla Royal Shakespeare Company a Stratford-upon-Avon nel 2001. È la seconda parte della Trilogia delle Isole Aran.

## Trama
L'adolescente Davey irrompe in casa del vicino di casa di mezz'età Donny con il cadavere del suo gatto, il piccolo Thomas ("Wee Thomas"), che ha trovato morto per strada. Donny accusa il giovane di averlo travolto con la moto, ma Davey nega con forza, anche perché sa che il gatto in realtà apparteneva al violento figlio di Donny, Padraic, un tenente dell'Irish National Liberation Army così instabile da essere stato cacciato via anche dall'IRA. Donny accetta la richiesta di mantenere il segreto a condizione che Davey confessi l'omicidio e il teenager allora confessa, anche solo per placare il vicino; per non fare insospettire il figlio, Donny decide di telefonare a Padraic per dirgli che il suo gatto sta male, dato che sa che se gli dicesse in punto in bianco che il piccolo Thomas è morto il tenente si insospettirebbe. Intanto Padraic, che si trova nell'Ulster, sta torturando uno spacciatore appeso al soffitto e mentre gli sta per mozzare il capezzolo destro riceve la telefonata di Donny che lo informa che il Piccolo Thomas non sta più mangiando. Padraic crolla a terra, sconvolto dal dolore, e James, lo spacciatore, prova a consolarlo suggerendo che si tratta probabilmente di verme e gli dà consigli su come curarlo; commosso, Padraic lo lascia andare e gli dà anche i soldi per l'autobus, prima di decidere di prendere il primo traghetto per casa.
Intanto ad Inishmore, Mairead, la sorellina di Davey, spara al fratello con un fucile ad aria compressa per il presunto omicidio del Piccolo Thomas, anche se la ragazza ha dei passati turbolenti con gli animali: ha infatti accecato dieci mucche con il suo fucile. La sedicenne ha a cuore le sorti del Piccolo Thomas perché è innamorata di Padraic, con cui condivide il credo politico e l'amore per i gatti; Davey le spiega che sta cercando un gatto nero per rimpiazzare Thomas nella speranza che il tenente non noti la differenza, ma la sorella è dubbiosa. La loro lite è interrotta dall'arrivo di Christy, un uomo sinistro e con una benda sull'occhio che sostiene di essere un amico di Padraic e che accusa Davey dell'omicidio del Piccolo Thomas. Davey nega di aver ucciso il gatto, ben che meno di averlo fatto intenzionalmente, e informa Christy che il tenente dovrebbe arrivare il giorno dopo a mezzogiorno. Nel pomeriggio Davey e Donny, entrambi ubriachi, cercano di dipingere di nero con il lucido da scarpe Sir Roger, il gatto arancione di Mairead, ma i due sanno che il loro piano ha scarse probabilità di successo e che molto probabilmente Padraic li ucciderà entrambi. Christy e i suoi scagnozzi Brendan e Joey aspettano Padraic per assassinarlo e si scopre che sono stati loro a tre a uccidere il Piccolo Thomas per riportare il tenente a casa e tendergli un'imboscata. Tra i tre scoppia un violento litigio risolto momentaneamente con uno stallo alla messicana, ma a loro insaputa Mairead ha ascoltato tutta la conversazione.
Sbarcato al porto, Padraic vienne accolto da Mairead e deride la ragazza per la sua poca femminilità, ridicolizzando il suo sogno di combattere per un'Irlanda libera. La giovane flirta con il tenente, che rifiuta le sue avances, ma che poi la bacia quando Mairead gli annuncia che il Piccolo Thomas ha superato il peggio; i due si avviano quindi verso casa. A casa di Donny intanto il padrone di casa e Davey crollano esausti ed ubriachi dopo aver pitturato il gatto e decidono di curare gli ultimi dettagli la mattina successiva, prima dell'arrivo di Padraic. Ma la mattina dopo nessuno dei due si sveglia in tempo e vengono entrambi sorpresi dall'arrivo del tenente: Padraic chiede spiegazioni sulle sorti del suo gatto e quando Donny e Davey cominciano a inventare bugie su Sir Roger il tenente spara al finto Piccolo Thomas. Padraic procede quindi a legare il padre e il giovane vicino per poi sparare loro con calma, ma viene interrotta dall'arrivo di Christy e dei suoi uomini con armi spianate. Christy, che è particolarmente indispettito perché è stato il tenente a renderlo orbo, fa legare anche Padraic e lo porta fuori per fargli sparare; prima di uscire Padraic giura comunque vendetta a Davey e Donny per la morte del suo amatissimo gatto. Quando si sentono dei colpi di arma da fuoco i due prigionieri tirano un sospiro di sollievo, ma scoprono presto che non è Pandraic ad aver ricevuto le pallottole: Christy e i suoi uomini entrano sanguinando, tutti e tre accecati da Mairead con il suo fucile ad aria compressa. Padraic e la giovane irrompono dunque nella stanza e sparano ai tre ciechi, lasciandoli moribondi sul pavimento. I due dichiarano il proprio amore l'uno per l'altro e si accingono a giustiziare Donny e Davey, ma vengono interrotti da Christy che, prima di morire, confessa di essere stato lui a uccidere il Piccolo Thomas e chiede perdono. Padraic, furioso, trascina il cieco nell'altra camera per torturarlo prima che muoia.
La sera stessa Donny e Davey fanno a pezzi controvoglia i corpi dei tre uomini per evitare che vengano identificati, mentre Padraic e Mairead fanno progetti per il futuro. La ragazza è felice di essere insieme al tenente, ma è anche un po' preoccupata perché non riesce più a trovare il suo gatto Sir Roger. Davey, rendendosi conto che Sir Roger è stato ucciso da Padraic, rinviene il collare dello sventurato felino e lo getta fuori dalla finestra per evitare ulteriori complicazioni. Padraic chiede alla giovane di sposarlo e Mairead, felicissima, accetta e corre in bagno per darsi una rinfrescata. Nell'altra stanza però trova il cadavere di Sir Roger e, realizzando cos'è successo, torna dagli uomini e spara al fidanzato, uccidendolo. Mairead reclama per sé il titolo di tenente di Inishmore e dopo aver ordinato a Donny e Davey si sbarazzarsi dei cadaveri torna a casa, non senza aver minacciato i due che porterà avanti un'indagine per scoprire come mai Sir Roger si trovasse in casa di Donny. Sorpresi dalla loro stessa fortuna, i due vanno avanti ad amputare alacremente i cadaveri nella stanza, ma vengono interrotti dall'arrivo di un gatto nero, il vero Piccolo Thomas: il gatto nero ucciso da Christy non era altro che un povero randagio. Furioso contro il gatto e inferociti che un animale così piccolo possa aver causato la morte di quattro uomini e due felini, Davey e Donny puntano le pistole contro il Piccolo Thomas per uccidere, ma poi ci ripensano e gli preparano invece la cena.

## Storia delle rappresentazioni
La prima della commedia è andata in scena all'Other Place Theatre di Statford-aupon-Avon nel 2001, in una produzione della Royal Shakespeare Company successivamente portata in scena anche al Barbican Centre e al Garrick Theatre di Londra, prima di intraprendere una tournée nazionale. Nel 2003 vinse il Laurence Olivier Award alla migliore commedia. La prima italiana è andata in scena al Teatro Stabile di Genova nell'autunno del 2004 per la regia di Marco Sciaccaluga e un cast che comprendeva Ugo Maria Morosi, Enzo Paci e Aleksandar Cvjetković. L'allestimento ebbe anche una breve tournée nazionale che tocco, tra le altre città, anche Catania nella primavera del 2005.
Nel 2006 la pièce debuttò nell'Off Broadway, vincendo un Obie Award alla migliore opera teatrale, e poi anche a Lyceum Theatre di Broadway dal 3 maggio al 3 settembre dello stesso anno. Wilson Milam, che aveva curato la regia al debutto britannico, diresse anche questo allestimento, il cui cast comprendeva Domhnall Gleeson, Brian d'Arcy James, David Wilmot ed Alison Pill. Il tenente di Inishmore fu candidato al Tony Award alla migliore opera teatrale.
Diverse produzioni della commedia sono state allestite nel resto degli Stati Uniti, tra cui a Pittsburgh, Coral Gables ed Albuquerque nel 2007, Houston, Denver e Boston nel 2008, Tempa e Berkeley nel 2009 e a Los Angeles nel 2010 con Chris Pine nella parte di Padraic. Altre produzioni sono andate in scena in Perù e Australia. Dal giugno all'ottobre del 2018 un revival de Il tenente di Inishmore è stato allestito al Noel Coward Theatre di Londra con la regia di Michael Grandage ed Aidan Turner nel ruolo di Padraic; per la sua interpretazione nel ruolo di Davey Chris Walley ha vinto il Laurence Olivier Award al miglior attore non protagonista in un'opera teatrale.

## Edizioni
- Il tenente di Inishmore, traduzione di Fausto Paravidino, Il Nuovo Melangolo, Genova, 2004. ISBN 978-8870185188